# Potentilla wilhelminensis
Potentilla wilhelminensis är en rosväxtart som beskrevs av P. van Royen. Potentilla wilhelminensis ingår i Fingerörtssläktet som ingår i familjen rosväxter. Inga underarter finns listade i Catalogue of Life.